# Grand Prix Španělska 1973
Grand Prix Španělska 1973 (oficiálně XIX Gran Premio de España) se jela na okruhu Montjuïc circuit v Barceloně ve Španělsku dne 29. dubna 1973. Závod byl čtvrtým v pořadí v sezóně 1973 šampionátu Formule 1.

## Závod
| Poř.   | No. | Jezdec               | Konstruktér       | Počet kol | Čas/Odstoupení    | Pořadí na startu | Body |
| ------ | --- | -------------------- | ----------------- | --------- | ----------------- | ---------------- | ---- |
| 1      | 1   | Emerson Fittipaldi   | Lotus-Ford        | 75        | 1:48:18.7         | 7                | 9    |
| 2      | 4   | François Cevert      | Tyrrell-Ford      | 75        | + 42.7            | 3                | 6    |
| 3      | 20  | George Follmer       | Shadow-Ford       | 75        | + 1:13.1          | 14               | 4    |
| 4      | 6   | Peter Revson         | McLaren-Ford      | 74        | +1 kolo           | 5                | 3    |
| 5      | 15  | Jean-Pierre Beltoise | BRM               | 74        | +1 kolo           | 10               | 2    |
| 6      | 5   | Denny Hulme          | McLaren-Ford      | 74        | +1 kolo           | 2                | 1    |
| 7      | 12  | Mike Beuttler        | March-Ford        | 74        | +1 kolo           | 19               |      |
| 8      | 11  | Henri Pescarolo      | March-Ford        | 73        | +2 kola           | 18               |      |
| 9      | 14  | Clay Regazzoni       | BRM               | 69        | +6 kol            | 8                |      |
| 10     | 17  | Wilson Fittipaldi    | Brabham-Ford      | 69        | +6 kol            | 12               |      |
| 11     | 24  | Nanni Galli          | Iso-Marlboro-Ford | 69        | +6 kol            | 20               |      |
| 12     | 7   | Jacky Ickx           | Ferrari           | 69        | +6 kol            | 6                |      |
| Ret    | 18  | Carlos Reutemann     | Brabham-Ford      | 66        | Hřídel            | 15               |      |
| Ret    | 23  | Howden Ganley        | Iso-Marlboro-Ford | 63        | Nedostatek paliva | 21               |      |
| Ret    | 2   | Ronnie Peterson      | Lotus-Ford        | 56        | Převodovka        | 1                |      |
| Ret    | 3   | Jackie Stewart       | Tyrrell-Ford      | 47        | Brzdy             | 4                |      |
| Ret    | 16  | Niki Lauda           | BRM               | 28        | Pneumatika        | 11               |      |
| Ret    | 25  | Graham Hill          | Shadow-Ford       | 27        | Brzdy             | 22               |      |
| Ret    | 9   | Mike Hailwood        | Surtees-Ford      | 25        | Únik oleje        | 9                |      |
| Ret    | 19  | Jackie Oliver        | Shadow-Ford       | 23        | Motor             | 13               |      |
| Ret    | 21  | Andrea de Adamich    | Brabham-Ford      | 17        | Kolo              | 17               |      |
| Ret    | 10  | Carlos Pace          | Surtees-Ford      | 13        | Hřídel            | 16               |      |
| Zdroj: |     |                      |                   |           |                   |                  |      |

## Průběžné pořadí po závodě
Pohár jezdců
|        | Pořadí | Jezdec             | Body |
| ------ | ------ | ------------------ | ---- |
|        | 1      | Emerson Fittipaldi | 31   |
|        | 2      | Jackie Stewart     | 19   |
| 2      | 3      | François Cevert    | 12   |
|        | 4      | Peter Revson       | 9    |
| 2      | 5      | Denny Hulme        | 9    |
| Zdroj: |        |                    |      |

Pohár konstruktérů
|        | Pořadí | Konstruktér  | Body |
| ------ | ------ | ------------ | ---- |
|        | 1      | Lotus-Ford   | 31   |
|        | 2      | Tyrrell-Ford | 27   |
|        | 3      | McLaren-Ford | 15   |
|        | 4      | Ferrari      | 9    |
| 2      | 5      | Shadow-Ford  | 5    |
| Zdroj: |        |              |      |